# Mrkonjić Grad
Mrkonjić Grad (Cirílico Sérvio: Мркоњић Град; pronunciado [mrkoɲitɕ grad]) é uma cidade e município no oeste da Bósnia e Herzegovina, na Republica Sérvia . Ele está localizado no Fronteira Bósnia, entre Banja Luka e Jajce.

## Nome
A cidade mudou de nome várias vezes na história: Gornje Kloke, Novo Jajce, Varcarev Vakuf, Varcar Vakuf, e, finalmente, o presente. A última mudança de nome ocorreu em 1924, depois do Rei Pedro I da Sérvia, que tinha tomado o pseudônimo "Mrkonjić" enquanto lutou na revolta (1875-78) contra o Império Otomano.

## História

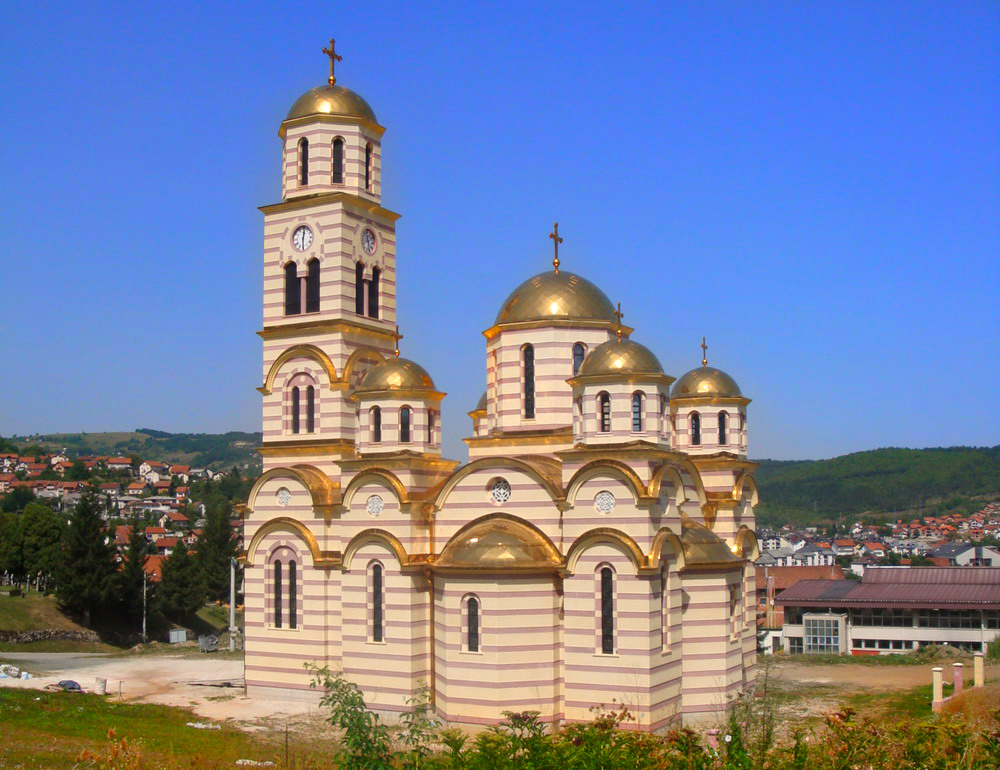
Igreja de São Sava

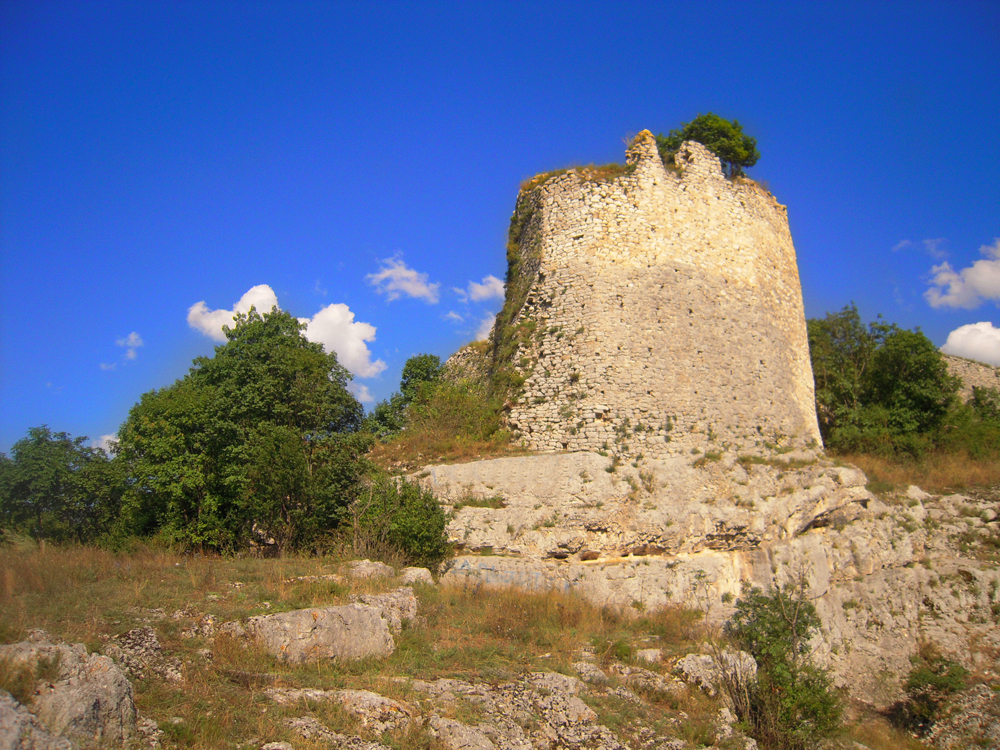
Fortaleza Bočac

A partir de 1929 a 1941, Mrkonjić Grad foi parte do Vrbas Banovina do Reino da Iugoslávia.
Na II Guerra Mundial, a cidade tornou-se conhecida pelo primeiro encontro de ZAVNOBiH em 25 de novembro de 1943, quando a Bósnia e Herzegovina foi proclamada uma república de Sérvios, Croatas e Muçulmanos.
Durante a Guerra da Bósnia, entre 1992 a 1995, a cidade fez parte do território controlado pelos Sérvios da Bósnia. A cidade também é conhecida pelo Incidente Mrkonjić Grad onde a USAF perdeu um F-16 em junho de 1995. O piloto do jet, Scott O'Grady, foi preso na área por seis dias antes de ser resgatado por Fuzileiros navais. Em 8 a 12 de outubro de 1995, Mrkonjić Grad estava nas mãos do Exército croata e o croata Conselho de Defesa (SAV).
Após o acordo de paz de Dayton , a cidade foi atribuída à entidade da Republika Srpska. Em 1996, uma vala comum contendo os corpos de 181 Sérvios—a maioria civis—foi descoberto em Mrkonjić Grad. Quase todos foram mortos por forças Bósnios e Croatas no final de 1995.

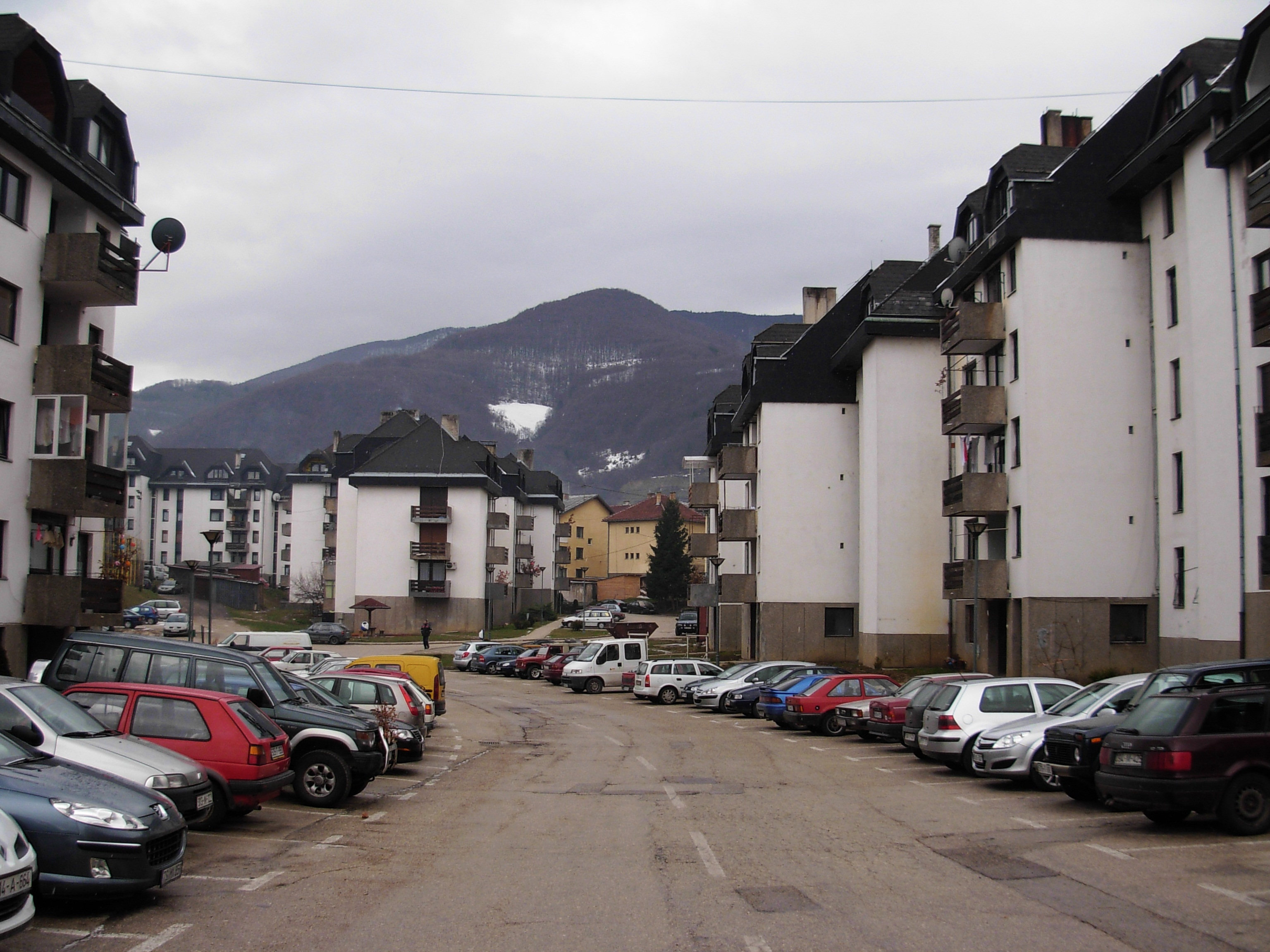
Área residencial

## Informações demográficas

### 1910
De acordo com o censo de 1910, a maioria absoluta no município de Varcar Vakuf eram sérvios Cristãos Ortodoxos.

### 1971
total:30.159
- 22.734 Sérvios (75.38%)
- 4.990 Bósnios (16.55%)
- 2.204 Croatas (7.31%)
- 98 Iugoslavos (0.32%)
- 133 outros (0.44%)

### 1981
29.684 total
- 23.009 Sérvios (77.51%)
- 3.364 Bósnios (11.33%)
- 2.290 Croatas (7.71%)
- 855 Iugoslavos (de 2,88%)
- 166 outros (0.56%)

### 1991
No censo de 1991, o município de Mrkonjić Grad tinha 37.379 residentes, incluindo:
- 33.275 Sérvios
- 1.159 Bósnios
- 2.141 Croatas
- 584 Iugoslavos
- 220 outros

## Turismo

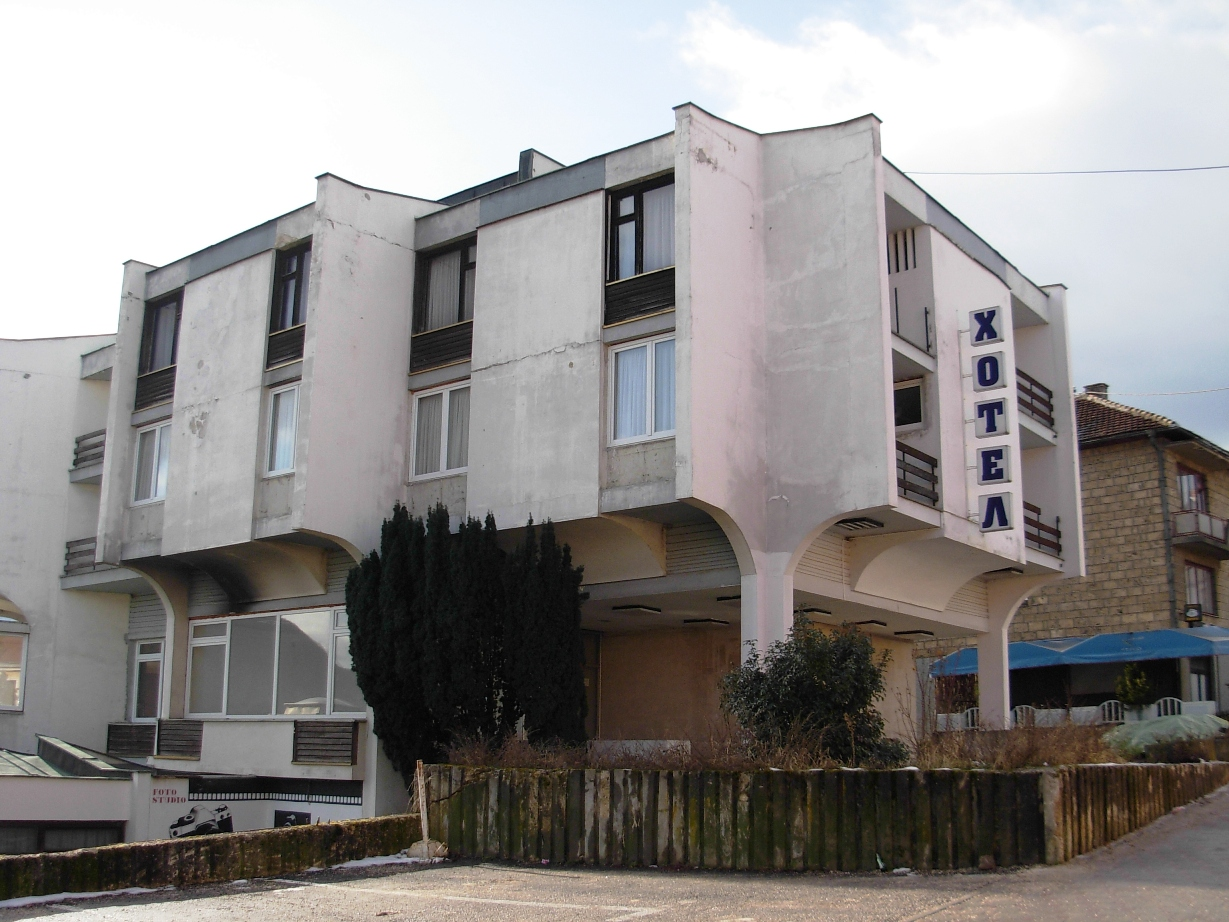
Hotel Krajina

O Lago Balkana fica perto da cidade e apresenta um pequena, mas bonito resort turístico.